# Pfarrhaus (Oberauerbach)

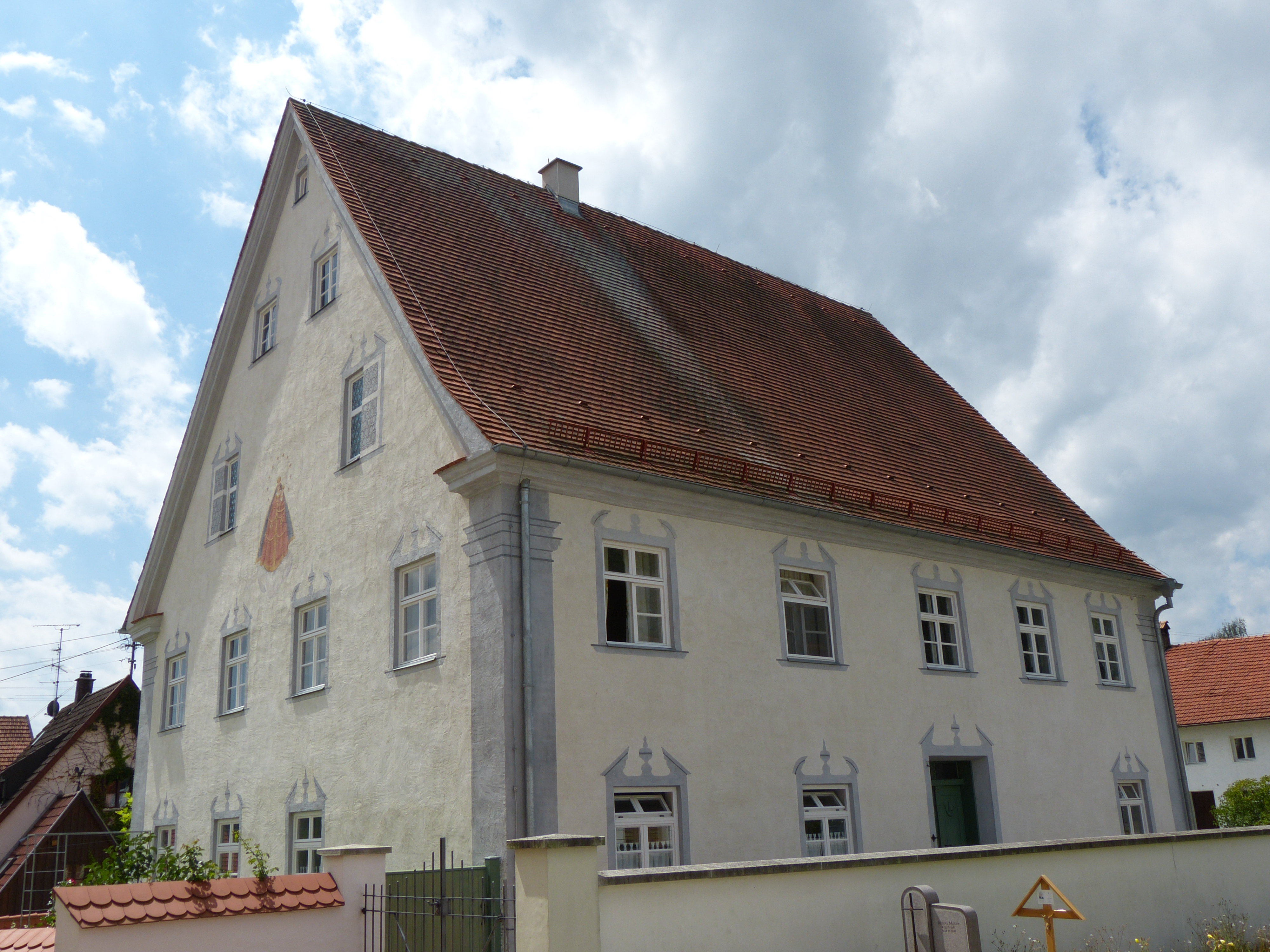
Pfarrhaus in Oberauerbach, Landkreis Unterallgäu

Das Pfarrhaus in Oberauerbach, einem Gemeindeteil der Stadt Mindelheim im Landkreis Unterallgäu im bayerischen Regierungsbezirk Schwaben, ist ein denkmalgeschütztes Gebäude aus dem 18. Jahrhundert. Der Bau wurde im Jahr 1712 für 900 fl. errichtet und 1797 umgebaut. Das Pfarrhaus besteht aus 5 zu 4 Fensterachsen und ist mit einem Satteldach gedeckt, unter welchem ein profiliertes Trauf- bzw. Giebelsohlgesims verläuft. Es befindet sich unmittelbar südwestlich der Kirche St. Mauritius. Der Zugang erfolgt durch eine in der Nordseite, mittig, angebrachte Rechtecktür, der beiden Türflügel klassizistisches Schnitzdekor besitzen.
Ein Mittelflur im Erdgeschoss führt zu den einzelnen Räumen und in der Mitte auf der Westseite durch eine zweiläufige Treppe mit massiver Zwischenwand in das Obergeschoss. Oberhalb des Podests der Treppe ist ein Kreuzgratgewölbe angebracht. Ebenso besitzt die Küche an der Nordwestecke ein Kreuzgratgewölbe. Rundbogenarkaden bilden den Übergang von der Treppe zu den Fluren. Der Mittelflur im Obergeschoss ist flachgedeckt. Jeweils zweiflüglige Doppeltüren mit klassizistischem Schnitzdekor führen in die beiden südlichen Eckzimmer. Die beiden nördlichen Zimmer sind durch Türen aus dem Jahr 1712 erschlossen. Der Türstock enthält schmale profilgerahmte Felder. Eine Spiegeldecke, sowie abgerundete, mit konkaven Lisenen besetzte Ecken finden sich im südöstlichen Eckzimmer. Eine weitere Spiegeldecke ist im südwestlichen Eckzimmer vorhanden. Die beiden südlichen Eckräume sind durch eine einflügelige Tür verbunden. Diese ist mit reichem Schnitzdekor an der Nordseite verziert, welche unter anderem ein Medaillon mit dem Monogramm FR für Pfarrer Franziskus Arsenius Rid und die Jahreszahl 1797 zeigt. Der liegende Dachstuhl besteht aus einem Kehlbalkendach mit Aufzugswinde.